# Ледно
Ледно (пол. Ledno) — село в Польщі, у гміні Тшебехув Зеленогурського повіту Любуського воєводства.
Населення — 113 осіб (2011).
У 1975-1998 роках село належало до Зеленогурського воєводства.

## Демографія
Демографічна структура станом на 31 березня 2011 року:
|          | Загалом | Допрацездатний вік | Працездатний вік | Постпрацездатний вік |
| -------- | ------- | ------------------ | ---------------- | -------------------- |
| Чоловіки | 63      | 23                 | 38               | 2                    |
| Жінки    | 50      | 15                 | 32               | 3                    |
| Разом    | 113     | 38                 | 70               | 5                    |